# Trambly
Trambly là một xã ở tỉnh Saône-et-Loire, miền trung nước Pháp. Xã có diện tích 12,08 km2.
Sông Grosne chảy qua xã này.

## Thông tin nhân khẩu
Theo điều tra dân số năm 1999, xã này có dân số 374.
Con số ước tính năm 2005 là 381 người.